# Birgitta af Vadstena
Birgitta af Vadstena (eller den hellige Birgitta (født 1303 i Finsta vest for Norrtälje i Uppland, død 1373 i Rom) var datter af Birger Person og Ingeborg Bengtsdatter af Folkungeætten, den gamle svenske kongeslægt.
Hendes mor døde, da Birgitta var ganske ung; hun blev i 1316 modvilligt gift tretten år gammel. Hun boede til 1341 med sin mand Ulf Gudmarssøn i Ulfåsa ved indsøen Boren i Östergötland. Hun fik otte børn i sit ægteskab. Mest kendt er Katarina, som blev abbedisse i Vadstena-klostret og helgen som sin mor. Efter sin mands død i 1344 levede Birgitta i streng askese. Ulfs grav blev genfundet i klosteret i 1828. Hans gravsten er bevaret i Alvastra, men i 2003 blev hans jordiske rester uventet genfundet i Stockholms historiske museum. 
Parret tog måske på pilgrimsrejse til Trondheim i 1340. De besøgte St. Jakobs grav i Santiago de Compostela. Efter hjemkomsten flyttede de til Alvastra kloster, og som enke sad Birgitta og nedskrev reglerne for en ny orden hjulpet af Kristus gennem åbenbaringer. Hun skrev også til paven i Avignon og bad ham om at vende tilbage til Rom. 

## Åbenbaringer
Det påstås, at hun allerede som barn havde syner, og at hun som syvårig så sig kronet af Jomfru Maria, og senere hvordan Kristus blev pint og døde på korset. Under et besøg på Vadstena slot fik hun dikteret reglerne for en klosterorden af Kristus. Hendes første store åbenbaring kom, da hun som enke fik et kald fra Gud om at blive hans brud og talerør, og hun grundlagde i 1344 et kloster i Vadstena i Sverige, som i de følgende århundreder blev et åndeligt centrum. I et af sine syn så hun Jesu fødsel og beskrev den med omtale af både placenta, navlestreng og efterbyrd – i øvrigt den første skildring af en fødsel i vestlig litteratur. I en anden åbenbaring så Birgitta Jesus genopstå og gå til sin mor først af alt for at give hende rollen som sin stedfortræder. Birgitta virkede for at højne Jomfru Marias status som model for det kristne menneske og skrev: "Denne orden vil jeg indstifte til min højt elskede mors ære og først og fremmest for kvinder". Hun opfordrede den svenske konge til dagligt at vaske fødderne på 13 fattige og bespise dem hver fredag. August Strindberg syntes meget dårligt om Birgittas kredsen om kvindelige værdier og omtalte hende som "Satans kælling" og "härsklysten emancipissa". 
Kong Magnus Eriksson af Sverige fyldte 18 år i 1335 og blev myndig. Han giftede sig med Blanka af Namur, der var blevet opdraget af Birgitta efter sin ankomst til Sverige. Hele fem af Blankas brødre var på korstog med Den Tyske Orden i Preussen – en døde dér, en anden på Cypern. Gennem Birgitta befalede Gud nu Magnus, at også han skulle "sende sine tjenere og lejesoldater mod de vantro folkeslag". Ingen skulle dog tvinges til tro. Magnus skulle medbringe to bannere. På det ene skulle Kristi lidelse være afbildet, og det skulle han først bruge. Men hvis hedningene ikke modtog ham med fred, skulle han tage det andet banner frem med Guds retfærdigheds sværd, og gå til kamp mod dem. En af korstogsdeltagerne, grev Henrik af Holsten, spurgte Birgitta til råds om rejseruten. Hun sagde, han kunne tage gennem Finland, blot han var ubevæbnet. Grev Henrik var rystet, for han stolede ikke på finnerne: "Jeg tager derhen, men bevæbnet i Guds navn." Magnus tog af sted med en langt større styrke, end Birgitta anså nødvendig; hun mente, at David kunne overvinde Goliat også på korstog. I Rusland måtte Magnus hejse sværdfanen. Ortodokse munke og præster fik skægget barberet af og blev gendøbt, nogle også sendt til svenske klostre for at omskoles til den rette tro. 6.august 1348 faldt Nöteborg efter seks uger, og Jomfru Maria fortalte i et syn Birgitta, at "bag kom djævelens håndlangere(...)deres grådighed efter jord og ejendom var større end at komme sjælene til hjælp". Særlig tyskerne lod russerne købe sig fri uden at presse dem til at omvende sig til katolicismen. I 1350 foretog Magnus endnu et korstog, men en storm på floden Narva splittede flåden, og mange skibe sank. Det lykkedes aldrig at erobre Rusland eller Novgorod; i stedet opstod der en opfattelse af ortodokse kristne som "vantro", der ligesom hedningene skulle omvendes. 1300-tallets korstog var med til at skabe splittelsen mellem øst og vest.
Birgitta havde over 700 syner, som hun skrev ned i fire store bind på 1.400 sider, kaldet Revelationes celestes (= himmelske åbenbaringer). I en af sine visioner udtalte hun, at pavens verdslige magt burde være af ringe omfang, og hun opgav en størrelse omtrent som Vatikanet har i dag. Der blev refereret til hendes syner både i 1870, da kirkestaten Rom blev overtaget af Giuseppe Garibaldi, og i 1929, da Lateranpagten blev undertegnet og Vatikanet dermed godkendt som en uafhængig stat med paven som statsoverhoved. I en anden profeti forsikrede Birgitta, at Jerusalem skulle befries af en kejser ved navn Frederik og tallet tre, og en konge ved navn Kristoffer, og da Kong Christian 1. også havde det navn, tog han denne profeti til støtte for sin plan om et storstilet korstog, der skulle være løbet af stablen 24.april 1472, men aldrig blev til noget.

## Sidste år
I 1349 rejste Birgitta på pilgrimsfærd til Rom med sin datter Katarina og et følge af pilgrimme for at opleve Rom i det hellige år 1350 og for at opnå pavens godkendelse af hendes klosterorden for både munke og nonner. Han havde længe boet i Avignon, og hun arbejdede i de nærmeste år for at få ham tilbage til Rom. I 1370 var pave Gregorius XI på plads, og hun fik sin birgittinerorden godkendt. Rom var hærget af pest og jordskælv, og der boede kun 30.000 mennesker i byen. Følget boede kummerligt rundt om i Rom, til de fik lejet sig ind i huset på Piazza Farnese, hvor Birgittas værelse endnu står urørt, og hvor hendes ene hofteben opbevares i et skrin. Det andet er i Vadstena.
I 1492 blev hendes åbenbaringer udgivet på latin. I sin anklage af pave Clemens VI (1342-52) taler hun med Kristi stemme: "Nu anklager jeg altså dig, du Kirkens hoved, du som sidder på min stol, den jeg overlod til Peter og hans efterfølgere at sidde på med trefold værdighed og myndighed(...)Du er værre end Lucifer(...)Du ikke bare dræber mig, men med dine onde gerninger driver du mig bort fra dig, du dræber også sjælene ved dit dårlige eksempel. Jeg genløste sjælene med mit blod og overlod dem til dig som en trofast ven, men du overgiver dem til den fjende, jeg genløste dem fra. Du er mere uretfærdig end Pilatus. Han dømte mig kun til døden, men du dømmer ikke kun mig, nej, du dømmer også de uskyldige sjæle, men dem, der volder skade, lader du gå fri. Du er hårdere end Judas. Han solgte kun mig; men du sælger ikke kun mig, men også mine udvalgte sjæle for din skammelige vindings og dit forgængelige navns skyld. Du er mere nedrig end jøderne. De korsfæstede kun min krop, men du plager og korsfæster mine udvalgte sjæle, og for dem er din ondskab og dine overtrædelser bitrere end noget sværd. Og derfor er du lig Lucifer, mere uretfærdig end Pilatus, hårdere end Judas, mere nedrig end jøderne. – Derfor klager jeg med rette over dig." Birgitta tordnede mod den romerske øvrighed og helmede ikke, selv da hun blev truet med at blive brændt som heks. Men hendes strenghed var også rettet mod hende selv: Kristi lidelse mindede hun sig selv om hver fredag ved at lade brændende stearin dryppe på sin bare hud og med munden fyldt af bitre urter. I en af sine åbenbaringer beskriver hun en stakkel fra helvede: "Bedstemoren krøb ud af en mørk og snavset pøl med læberne skåret af, næsen gnavet væk, hendes udstukne øjne hang i tråde nedad kinderne, panden syntes udhulet, og hjernen flød ud som tang..."
23.maj 1371 fik hun gennem en direkte åbenbaring fra Kristus besked om at tage på pilgrimsfærd til Jerusalem. I Palæstina oplevede hun sine vigtigste åbenbaringer: Fødsels- og korsfæstelsesvisionerne. Efter en dramatisk rejse vendte hun tilbage til Rom for at dø i 1373 og blev gravlagt i Vadstena året efter. I 1391 blev hun kanoniseret (helgenkåret) af Bonifatius IX.
Birgitta-ordenen blev grundlagt i 1370. Omkring år 1500 havde ordenen 25 klostre. I dag findes nonneklostre i Vadstena, Bayern, Holland, England, fem klostre i Spanien og to i Mexico. Ordensdragten er grå med sort slør, over hvilken der bæres en hvid krone med fem røde cirkler.
Den danske dronning Margrete 1. var betaget af Birgitta og foranledigede, at der nogle år efter hendes død oprettedes to birgittinerklostre i Danmark, et i Maribo omkring 1420 og et i Mariager omkring 1445.
Den svenske gren af Birgittinerordenen kalder sig Birgittasystrarna og findes i Djursholm og Falun.
Navnet Birgitta har rod i det keltiske 'Brigit', 'Brihtgifu' der betød 'lysende'.
Den 1. oktober 1999 blev Birgitta af paven gjort til skytshelgen for Europa. Også Katerina af Siena og Edith Stein er Europas skytshelgener.
I september 2006 blev der i Maribo indviet et nyt birgittinerkloster. Omtrent samtidigt åbnedes et på Cuba.